# Steve Carell
Steven John Carell (/kəˈrɛl/; sinh ngày 16 tháng 8 năm 1962) là một diễn viên và diễn viên hài người Mỹ. Anh đóng vai Michael Scott trong loạt phim The Office của NBC (2005–2011; 2013), bản chuyển thể của loạt phim Anh quốc cùng tên do Ricky Gervais và Stephen Merchant tạo ra, và Carell đồng thời cũng là nhà sản xuất, nhà biên kịch và đạo diễn thường xuyên trên loạt phim đó. Carell đã giành được nhiều giải thưởng cho diễn xuất của anh ở cả điện ảnh và truyền hình, bao gồm cả giải Quả cầu vàng cho Nam diễn viên chính xuất sắc nhất - Phim truyền hình hoặc phim hài cho The Office. Anh được tạp chí Life công nhận là "Người đàn ông hài hước nhất nước Mỹ".
Carell lần đầu được biết đến với tư cách là một phóng viên trên The Daily Show with Jon Stewart từ năm 1999 đến năm 2005. Anh sau đó đã đóng vai trong nhiều bộ phim hài, như Anchorman: The Legend of Ron Burgundy (2004) và phần phim nối tiếp năm 2013, cũng như là The 40-Year-Old Virgin (2005), Evan Almighty (2007), Điệp viên 86: Nhiệm vụ bất khả thi (2008), Đêm hẹn nhớ đời (2010), Crazy, Stupid, Love (2011), và The Way, Way Back (2013). Anh cũng lồng tiếng trong Over the Hedge (2006), Voi con và những người bạn (2008) và chuỗi phim Kẻ trộm mặt trăng (2010–nay).
Carell bắt đầu chuyển sang các vai diễn kịch tính hơn vào những năm 2010 với vai diễn huấn luyện viên đấu vật và kẻ sát nhân bị kết án John Eleuthère du Pont trong bộ phim chính kịch Foxcatcher (2014) giành được cho anh các đề cử giải Oscar cho nam diễn viên chính xuất sắc nhất, giải Quả cầu vàng cho nam diễn viên phim chính kịch xuất sắc nhất và giải BAFTA cho nam diễn viên phụ xuất sắc nhất. Anh cũng đóng vai chính trong Little Miss Sunshine (2006), The Big Short (2015), và Battle of the Sexes (2017), hai bộ phim sau mang về đề cử giải Quả cầu vàng thứ tám và thứ chín của anh. Vào năm 2018, anh tái hợp lại với đạo diễn phim Anchorman và The Big Short Adam McKay cho bộ phim tiểu sử về Dick Cheney Vice, trong đó anh vào vai Donald Rumsfeld, và đóng vai nhà báo David Sheff trong bộ phim chính kịch Beautiful Boy.
Carell trở lại truyền hình với tư cách là người đồng sáng lập loạt phim hài với vợ anh Nancy Carell, Angie Tribeca (2016–2018) của đài TBS. Anh đóng vai Mitch Kessler trong bộ phim truyền hình dài tập của Apple TV+ Bản tin sáng (2019–nay), và anh được đề cử giải Primetime Emmy cho Nam diễn viên chính xuất sắc trong phim truyền hình dài tập cho vai này. Anh cũng đã trở lại làng hài với vai chính Tướng quân Mark R. Naird trong bộ phim sitcom Netflix Quân chủng vũ trụ (2020–2022).

## Thời thơ ấu
Carell được sinh ra tại bệnh viện Emerson ở Concord, Massachusetts, là con út trong bốn anh em trai, và lớn lên ở Acton, Massachusetts gần đó. Cha của anh, Edwin A. Carell (1925-2021), là một kỹ sư điện, và mẹ của anh, Harriet Theresa (nhũ danh Koch; 1925-2016), là một y tá tâm thần. Người cậu ruột của anh, Stanley Koch, đã làm việc với nhà khoa học Allen B. DuMont để tạo ra các ống tia âm cực. Cha anh là người gốc Ý và Đức và mẹ anh có tổ tiên là người Ba Lan. Họ của cha anh ban đầu là Caroselli nhưng nó được đổi thành Carell vào những năm 1950.
Carell được nưôi dạy theo Công giáo La Mã và học tại trường Nashoba Brooks, trường Fenn, và trường Middlesex. Anh chơi khúc côn cầu trên băng và lacrosse khi còn học trung học. Anh chơi sáo fife, biểu diễn cùng các thành viên khác trong gia đình của anh, và sau đó tham gia một nhóm tái hiện lại Trung đoàn thứ 10 Lincolnshire (Bắc Lincoln). Anh quy kết sự quan tâm về lịch sử vào nó, kiếm được một bằng cấp về môn học tại trường đại học Denison ở Granville, Ohio, vào năm 1984.
Khi còn ở Denison, Carell là thành viên của Burpee's Seedy Theatrical Company, một đoàn kịch hài ngẫu hứng do sinh viên điều hành, và là một thủ môn trong đội khúc côn cầu của trường trong bốn năm. Anh cũng đã dành thời gian làm một DJ dưới tên "Sapphire Steve Carell" tại WDUB, đài phát thanh của trường.

## Sự nghiệp

### Khởi nghiệp
Carell nói rằng anh là người đưa thư cho USPS tại Littleton, Massachusetts, nhưng đã nghỉ việc sau bảy tháng vì ông chủ của anh ta nói với anh rằng anh không giỏi công việc này và cần nhanh hơn. Đầu sự nghiệp biểu diễn của mình, Carell đã biểu diễn trên sân khấu cho một công ty nhà hát lưu diễn cho trẻ em, sau đó trong vở hài nhạc kịch Knat Scatt Private Eye, và trong một quảng cáo truyền hình cho chuỗi nhà hàng Brown's Chicken vào năm 1989.

### The Dana Carvey Show(1996)
Vào năm 1991, Carell biểu diễn cùng đoàn The Second City của Chicago nơi Stephen Colbert là người đóng thay của anh trong một thời gian. Carell diễn trong phim lần đầu tiên trong một vai diễn nhỏ trong Curly Sue. Vào mùa xuân năm 1996, anh là một diễn viên của The Dana Carvey Show, một chương trình hài kịch tạp kỷ có thời gian tồn tại ngắn ngủi trên ABC. Cùng với đồng diễn viên Colbert, Carell đã lồng tiếng cho Gary, một trong hai nhân vật chính trong The Ambiguously Gay Duo, phim hoạt hình do Robert Smigel sản xuất, được tiếp tục trên Saturday Night Live vào cuối năm đó. Tuy chương trình chỉ kéo dài bảy tập, The Dana Carvey Show được coi là đã tạo dựng sự nghiệp của Carell. Anh đóng vai chính trong một số phim truyền hình tồn tại ngắn ngủi, bao gồm Come to Papa và Over the Top. Anh xuất hiện với tư cách khách mời trong nhiều loạt phim như "Funny Girl," một tập phim của sitcom Just Shoot Me! Các vai diễn khác của anh bao gồm loạt phim hài kịch của Brad Hall, Watching Ellie (2002 – 2003) và Melinda và Melinda của Woody Allen.

### The Daily Show(1999–2005)
Carell là phóng viên của The Daily Show từ năm 1999 đến 2005, với một số phân đoạn bao gồm "Even Stevphen" cùng với Stephen Colbert và "Produce Pete."

### The Office(2005–2011)

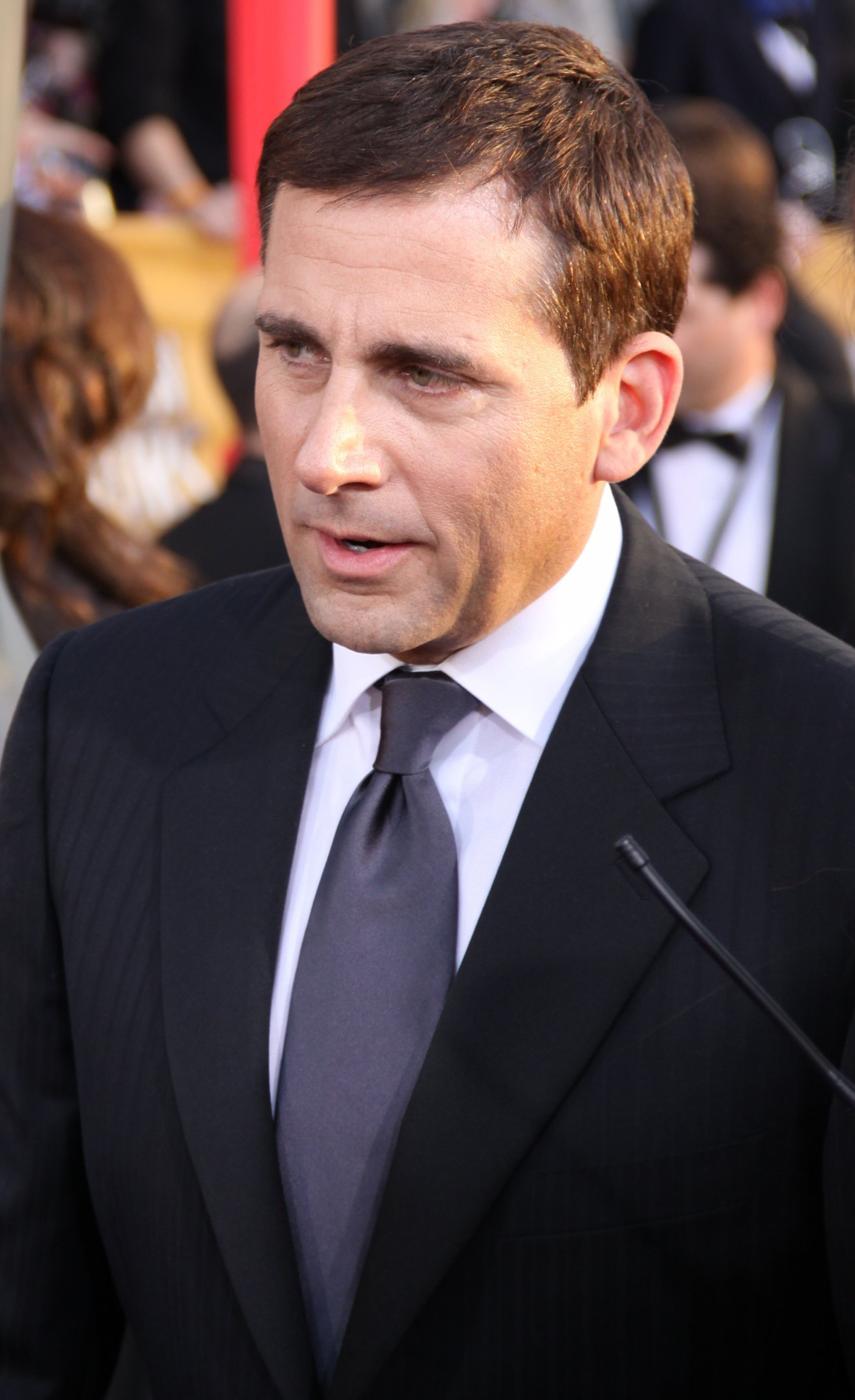
Carell tại lễ trao giải của Nghiệp đoàn Diễn viên Màn ảnh năm 2010, cho mùa thứ sáu của The Office.

Vào năm 2005, Carell ký hợp đồng với NBC để đóng vai chính trong The Office, bản chuyển thể của phiên bản Anh Quốc cùng tên. Trong loạt phim, một phim tài liệu châm biếm về cuộc sống tại một công ty vật dụng giấy, Carell đóng vai Michael Scott, giám đốc khu vực có tính biệt lập của công ty Dunder Mifflin, ở Scranton, Pennsylvania. Mặc dù mùa đầu tiên của bộ phim chuyển thể bị xếp hạng trung bình, NBC đã gia hạn nó cho một mùa mới vì đoán rằng phim The 40-Year-Old Virgin mà anh tham gia sẽ gặt hái thành công, và loạt phim sau đó đã thành công rực rỡ. Carell đã giành được giải Quả cầu vàng và Giải thưởng của Hiệp hội phê bình truyền hình trong năm 2006 cho vai diễn trong The Office. Anh đã nhận được sáu đề cử giải Primetime Emmy cho vai diễn của mình trong loạt phim (2006 - 2011). Carell đã kiếm được khoảng 175,000 đô la Mỹ cho mỗi tập của mùa thứ ba của The Office, gấp đôi mức lương của anh trong hai mùa trước. Trong một cuộc phỏng vấn với Entertainment Weekly, anh bình luận về mức lương của mình, nói rằng, "Bạn không muốn mọi người nghĩ rằng bạn là một kẻ ngốc được nuông chiều. Mức lương có thể vô lý. Mặt khác, rất nhiều người đang kiếm được rất nhiều tiền từ những chương trình như thế này."
Carell được phép có "thời gian linh động" quá trình quay phim để làm việc cho các bộ phim chiếu rạp. Carell làm việc cho bộ phim hài Evan Almighty trong thời gian gián đoạn sản xuất vào mùa thứ hai của The Office. Quá trình sản xuất bị gián đoạn vào giữa mùa thứ tư của The Office vì Carell và những người khác từ chối đi làm khi cuộc biểu tình của Hiệp hội Nhà văn Hoa Kỳ năm 2007 đang diễn ra. Carell, một thành viên của Hiệp hội Nhà văn Hoa Kỳ, đã biên kịch cho hai tập của The Office: "Casino Night" và "Survivor Man." Cả hai tập phim đều được khen ngợi, và Carell đã giành được Giải thưởng Hiệp hội Nhà văn Hoa Kỳ cho "Casino Night." Vào ngày 29 tháng 4 năm 2010, Carell tuyên bố anh sẽ rời chương trình khi hợp đồng của anh hết hạn vào cuối mùa truyền hình 2010 - 2011 vì anh muốn tập trung vào sự nghiệp điện ảnh của mình. Tuy nhiên, theo các cuộc phỏng vấn trong The Office: The Untold Story of the Greatest Sitcom of the 2000s, Carell không thực sự có kế hoạch rời đi vào thời điểm đó và chỉ đang "suy nghĩ thành tiếng" trong cuộc phỏng vấn, nhưng sau khi tuyên bố của anh không thể gây ra phản ứng từ NBC, anh ấy quyết định tốt nhất là nên rời đi.
Tập cuối cùng của anh với tư cách là nhân vật chính, "Goodbye, Michael," được phát sóng ngày 28 tháng 4 năm 2011, với cảnh quay cuối cùng cho thấy Michael trả lại micrô của anh cho đoàn phim tài liệu hư cấu, trước khi bước lên máy bay đến Colorado để đoàn tụ với vị hôn thê của mình, Holly Flax, in Boulder, Colorado. Do đó, lời thoại cuối cùng của anh trong tập với Pam Beesly không được nghe thấy. Mặc dù anh được mời trở lại cho phần cuối của loạt phim vào năm 2013, Carell ban đầu từ chối tin rằng nó sẽ đi ngược lại với nhân vật của anh. Sau cùng, Carell đã đóng lại vai diễn này một thời gian ngắn trong phần cuối của loạt phim.
Vào năm 2018, trong ngày họp báo cho phim Welcome to Marwen, Carell được hỏi về việc tham gia vào sự hồi sinh của loạt phim. Carell đã nói với phóng viên Christina Radish của Collider, "Tôi sẽ nói với cô, không... Loạt phim bây giờ đã nổi tiếng hơn nhiều so với khi lúc nó vẫn đang được phát sóng. Tôi không thể thấy hai phiên bản đó giống nhau, và tôi nghĩ hầu hết mọi người sẽ muốn nó giống nhau, nhưng nó sẽ không như vậy. Rốt cuộc, tôi nghĩ có lẽ tốt nhất là nên để nó yên nghỉ và cứ để nó tồn tại như những gì nó vốn có... Tôi chỉ không muốn mắc sai lầm khi tạo ra một phiên bản kém tốt hơn của nó. Tỷ lệ cược sẽ không có lợi cho nó về mặt nó lấy lại chính xác những gì nó là vào lúc đầu."

### Các vai diễn phim hài (2004–2013)

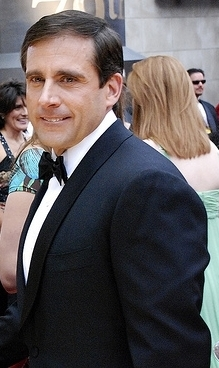
Carell tại Lễ trao giải Oscar năm 2007

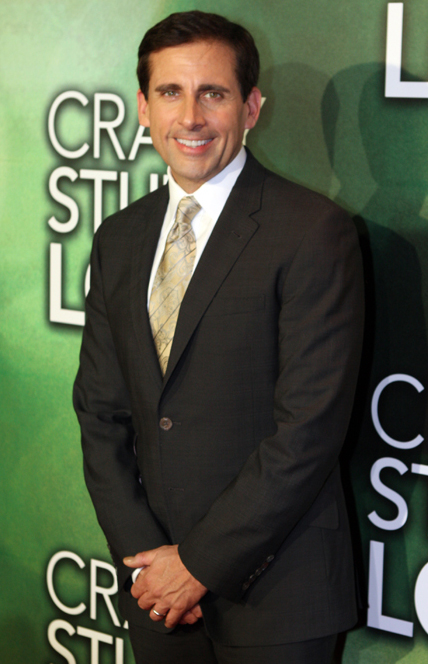
Carell tại buổi ra mắt phim Crazy, Stupid, Love, 2011

Vai diễn điện ảnh chính đầu tiên của Carell là nhà khí tượng học Brick Tamland trong bộ phim hài ăn khách năm 2004 Anchorman: The Legend of Ron Burgundy. Ấn tượng bởi diễn xuất của Carell trong phim, nhà sản xuất Anchorman Judd Apatow đã tiếp cận Carell về việc cùng nhau tạo ra một bộ phim,  và Carell nói với anh ta về một ý tưởng của anh về một người đàn ông trung niên vẫn còn là một đồng trinh. Kết quả là bộ phim The 40-Year-Old Virgin năm 2005, mà Carell và Apatow phát triển và viết cùng nhau, với sự tham gia của Carell trong vai nhân vật chính. Bộ phim đã thu về 109 triệu đô la doanh thu phòng vé trong nước và đưa anh trở thành một nam chính nổi tiếng.  Nó cũng mang về cho Carell một Giải thưởng Điện ảnh và Truyền hình của MTV  cho Màn trình diễn hài hay nhất và một đề cử Giải thưởng Hiệp hội Nhà văn Hoa Kỳ, cùng với Apatow, cho Kịch bản gốc hay nhất.
Carell đóng vai chú Arthur, bắt chước phong cách camp của nhân vật gốc của Paul Lynde trong Bewitched, một bộ phim truyền hình chuyển thể với sự tham gia của Nicole Kidman và Will Ferrell.  Anh cũng lồng tiếng cho Hammy the Squirrel trong bộ phim hoạt hình năm 2006, Over the Hedge và Ned McDodd, thị trưởng của Whoville, trong bộ phim hoạt hình năm 2008 Voi con và những người bạn. Anh đóng vai chính trong Little Miss Sunshine trong năm 2006, với vai chú Frank.
Vai diễn của anh trong các bộ phim Anchorman, The 40-Year-Old Virgin, và Bewitched thiết lập Carell với tư cách là thành viên của "Frat Pack,"  một nhóm diễn viên thường xuất hiện trong các bộ phim cùng nhau, bao gồm Ben Stiller, Owen Wilson, Will Ferrell, Jack Black, Vince Vaughn, Paul Rudd, và Luke Wilson. Carell đóng vai nhân vật chính của Evan Almighty, phần tiếp theo của Bruce Almighty, đóng lại vai Evan Baxter, người hiện là Nghị sĩ Hoa Kỳ. Bộ phim nhận được hầu hết các đánh giá tiêu cực. Carell đóng vai chính trong bộ phim Dan in Real Life năm 2007, đóng chung với Dane Cook và Juliette Binoche.

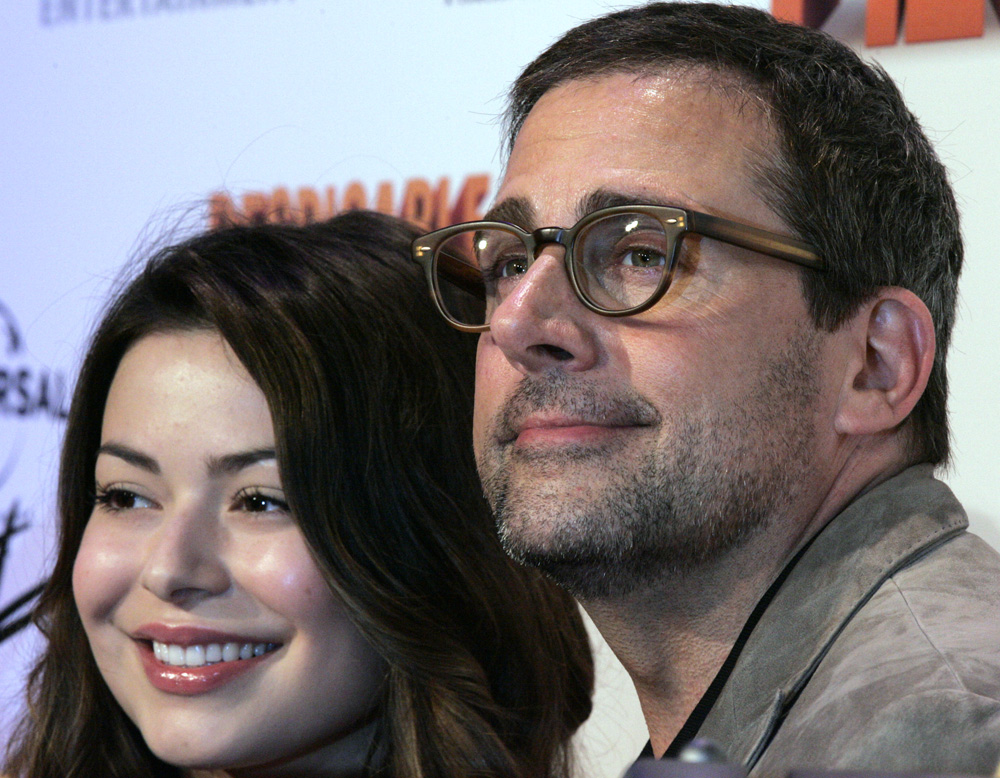
Bạn diễn Miranda Cosgrove và Carell tại buổi ra mắt phim Kẻ trộm Mặt Trăng 2, tháng 6 năm 2013

Carell đóng vai Maxwell Smart trong bộ phim Điệp viên 86: Nhiệm vụ bất khả thi năm 2008, một bộ phim chuyển thể từ loạt phim truyền hình do Don Adams đóng vai chính. Nó đã thành công, thu về hơn 230 triệu đô la trên toàn thế giới. Trong năm 2007, anh được mời tham gia Viện Hàn lâm Khoa học và Nghệ thuật Điện ảnh. Carell đóng vai chính với Tina Fey trong bộ phim Đêm hẹn nhớ đời vào cuối năm 2008 và bộ phim được phát hành vào ngày 9 tháng 4 năm 2010 tại Hoa Kỳ. Anh lồng tiếng cho Gru, nhân vật chính trong bộ phim Kẻ trộm mặt trăng của Universal cùng với Russell Brand, Miranda Cosgrove, và Kristen Wiig. Anh tiếp tục đảm nhiệm lại vai diễn trong phần tiếp theo năm 2013 Kẻ trộm Mặt Trăng 2 và trong phần thứ ba của loạt phim Kẻ trộm Mặt Trăng 3 vào năm 2017. In 2008, Carousel inked a first look deal with Warner Bros. Vào năm 2009, công ty sản xuất Carousel Productions của anh đã cho ra mắt mảng truyền hình và ký hợp đồng với Universal Media Studios.
Anh có một số dự án khác đang được thực hiện, bao gồm cả bản làm lại của bộ phim The Bobo của Peter Sellers năm 1967. Anh đang làm công việc lồng tiếng trong quảng cáo cho kẹo cao su Extra của Wrigley. Carell đã thành lập một bộ phận truyền hình của công ty sản xuất của mình, Carousel Productions, và công ty đã ký hợp đồng tổng thể ba năm với Universal Media Studios, hãng phim đứng sau loạt phim hài NBC của anh. Thom Hinkle và Campbell Smith của North South Prods., hai cựu nhà sản xuất trên The Daily Show của Comedy Central, được thuê để quản lý các hoạt động truyền hình của Carousel.

### Các vai diễn phim chính kịch (2014–2019)
Vào năm 2014, Carell đóng vai chính trong bộ phim tội phạm có thật Foxcatcher cùng với Mark Ruffalo và Channing Tatum trong đó Carell đóng vai triệu phú và kẻ giết người bị kết án John Eleuthère du Pont. Nó được công chiếu lần đầu tại Liên hoan phim Cannes. Carell được đề cử giải Quả cầu vàng cho nam diễn viên phim chính kịch xuất sắc nhất và giải Oscar cho nam diễn viên chính xuất sắc nhất. In 2015, Carell đóng lại vai Gru cho một vai khách mời trong bộ phim Minions. Carell đóng vai nhà hoạt động Steven Goldstein trong bộ phim về quyền của người đồng tính Freeheld, thay thế Zach Galifianakis, người rời bộ phim do xung đột lịch trình. Phim có sự tham gia của Julianne Moore, Elliot Page, và Michael Shannon, và được phát hành vào tháng 10 năm 2015.
Anh tiếp nối phim trước với một bộ phim tiểu sử khác, The Big Short, trong đó anh đóng vai chủ ngân hàng Steve Eisman, được đổi tên trong phim thành Mark Baum. Do Adam McKay đạo diễn, phim có sự tham gia của Christian Bale, Ryan Gosling, và Brad Pitt, và được phát hành vào tháng 12 năm 2015. Phim đã mang về cho Carell một đề cử giải Quả cầu Vàng cho Nam diễn viên xuất sắc nhất. Phim cũng được đề cử cho giải Oscar cho phim xuất sắc nhất..
Vào năm 2016, anh đã thay thế Bruce Willis trong bộ phim của Woody Allen Giới thượng lưu (2016), cùng với Kristen Stewart và Jesse Eisenberg. Bộ phim được công chiếu lần đầu tại liên hoan phim Cannes lần thứ 69 khai mạc liên hoan phim. Bộ phim được đánh giá tốt với sự đồng thuận trên trang Rotten Tomatoes, "Hình ảnh đáng yêu của Giới thượng lưu và màn trình diễn quyến rũ làm tròn một bộ phim hài nhẹ nhàng của Allen thời kỳ cuối mà những thú vui chân chính thực sự bù đắp cho tình tiết đễ dự đoán của nó."
Vào năm 2017, Carell đóng vai chính trong bộ phim hài kịch tiểu sử Battle of the Sexes, đóng vai ngôi sao quần vợt Bobby Riggs, với Emma Stone đồng đóng vai Billie Jean King. Bộ phim nhận được đề cử Quả cầu vàng cho cả Carell và Stone. Carell cũng đóng vai chính Larry "Doc" Shepherd trong bộ phim Last Flag Flying.	
Vào năm 2018, Carell đóng vai chính trong ba bộ phim. Anh đóng vai chính bộ phim Beautiful Boy trong vai người cha ngoài đời thực David Sheff, có con trai Nic (Timothée Chalamet) phải vật lộn với chứng nghiện ma túy. Anh cũng đóng vai Donald Rumsfeld trong bộ phim châm biếm chính trị của Adam McKay, Vice, về cuộc đời của cựu Phó Tổng thống Dick Cheney (Christian Bale). Bộ phim nhận được nhiều đánh giá trái chiều, và tiếp tục được đề cử tám giải Oscar, bao gồm cả Phim xuất sắc nhất Vai diễn thứ ba trong năm 2018 của anh là Mark Hogancamp của Marwencol trong phim Welcome to Marwen của Robert Zemeckis. Bộ phim đã nhận được đánh giá 32% trên Rotten Tomatoes, với sự đồng thuận của giới phê bình là "Welcome to Marwen có hiệu ứng rực rỡ và một câu chuyện hấp dẫn đáng buồn, nhưng cảm giác rời rạc và kịch bản vụng về của bộ phim khiến lời mời này dễ bị từ chối." Bộ phim là một thất bại phòng vé, thu về 12.7 triệu đô la so với kinh phí khoảng 49 triệu đô la.

### Quay trở lại truyền hình (2019–nay)
Vào năm 2019, Carell trở lại truyền hình để đóng vai chính trong bộ phim truyền hình Apple TV+ Bản tin sáng cùng với Reese Witherspoon và Jennifer Aniston. Carell đóng vai Mitch Kessler, một người dẫn chương trình tin tức buổi sáng đang đấu tranh để duy trì sự xác đáng sau khi bị sa thải do cáo buộc hành vi sai trái tình dục. Bản tin sáng nhận được đơn đặt hàng hai mùa từ Apple, với mùa đầu tiên được công chiếu vào mùa thu năm 2019 và mùa thứ hai dự định ra mắt vào năm 2020. Với màn trình diễn của anh trong mùa đầu tiên, Carell được đề cử giải Primetime Emmy cho Nam diễn viên chính xuất sắc trong bộ phim truyền hình dài tập, đề cử Emmy thứ mười một của anh nói chung. Carell ban đầu ký hợp đồng một năm với Apple để chỉ đóng vai chính trong mùa đầu tiên nhưng anh ấy ký hợp đồng đóng vai chính trong mùa thứ hai vào tháng 10 năm 2019.
Kể từ tháng 5 năm 2020, Carell cũng đóng vai chính trong loạt phim hài về nơi làm việc của Netflix Quân chủng vũ trụ, dựa trên nhánh dịch vụ chiến tranh không gian của Lực lượng Vũ trang Hoa Kỳ: Lực lượng Không gian Hoa Kỳ. Carell tạo ra và sản xuất loạt phim Quân chủng vũ trụ với Greg Daniels, người tạo ra và sản xuất loạt phim The Office. Carell cũng đã viết tập thử nghiệm với Daniels. Loạt phim đã được làm mới cho mùa thứ hai vào tháng 11 năm 2020.
Carell đóng vai chính trong bộ phim hài chính trị Irresistible, do Jon Stewart viết kịch bản và đạo diễn. Ban đầu bộ phim được ấn định ra rạp vào tháng 5 năm 2020. Do đại dịch COVID-19 tại Hoa Kỳ, bộ phim được phát hành trên Premium VOD và một số rạp chọn lọc vào ngày 26 tháng 6 năm 2020.
Vào năm 2022, Carell đã đảm nhiệm lại vai Gru trong bộ phim Minions: Sự trỗi dậy của Gru.

## Đời sống cá nhân

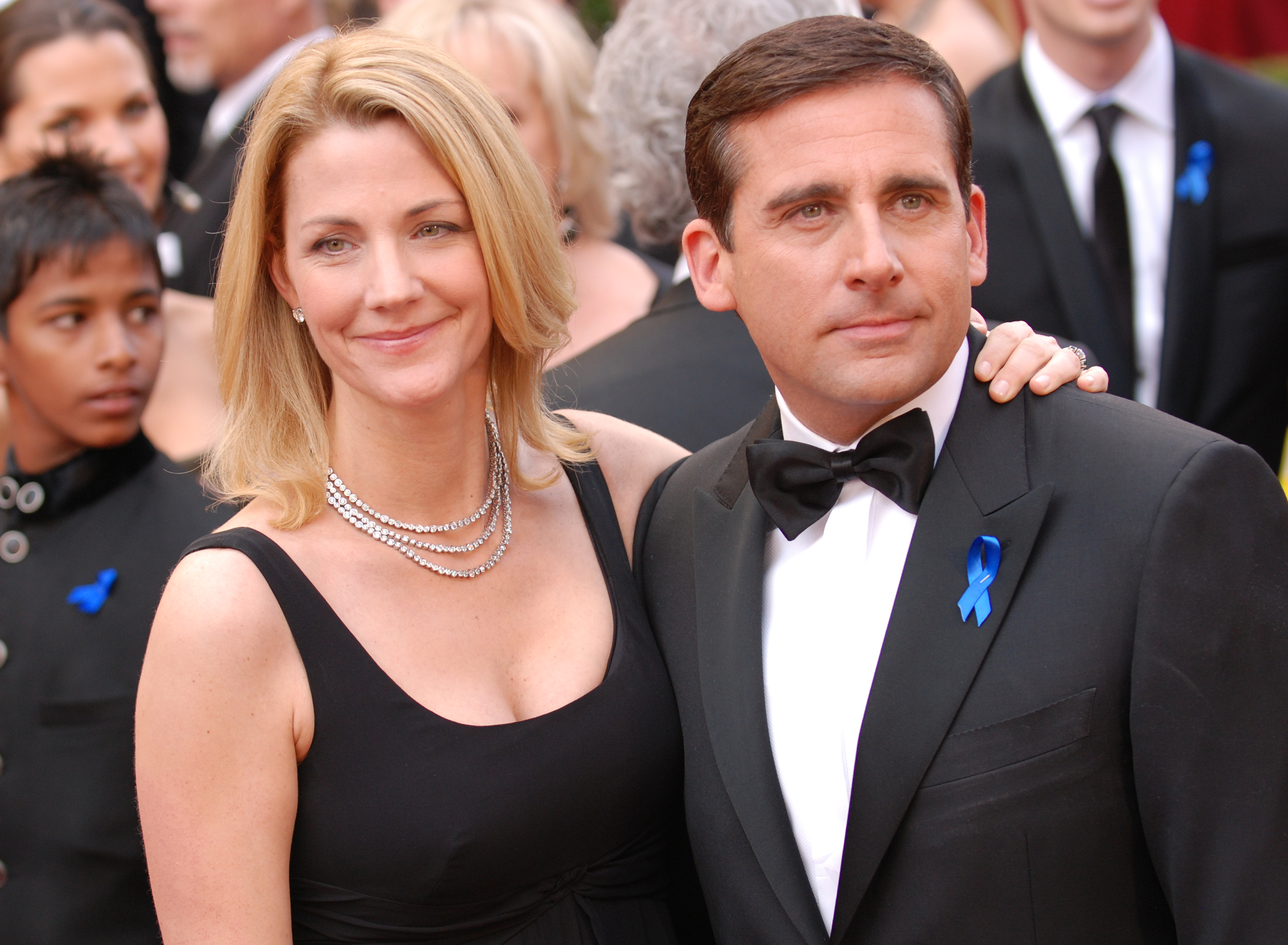
Carell và vợ của anh Nancy tại Lễ trao giải Oscar năm 2010

Vào ngày 5 tháng 8 năm 1995, Carell kết hôn với diễn viên của Saturday Night Live Nancy Walls, người mà anh gặp khi cô còn là sinh viên trong một lớp học ngẫu hứng mà anh đang giảng dạy tại Trung tâm Huấn luyện The Second City. Họ có một cô con gái tên là Elisabeth Anne (sinh tháng 5 năm 2001) và một cậu con trai tên là John (sinh tháng 6 năm 2004).
Carrel và vợ anh đã xuất hiện cùng nhau trong các bộ phim hài The 40-Year-Old Virgin và Tri kỷ ngày tận thế, cũng như loạt phim hài The Daily Show và The Office. Họ cũng đồng sáng tạo loạt phim hài Angie Tribeca.
Vào tháng 2 năm 2009, Carell mua Cửa hàng Tổng hợp Marshfield Hills ở Marshfield, Massachusetts.
Trong một cuộc phỏng vấn với 60 Minutes, Carell trích dẫn George Carlin, John Cleese, Bill Cosby, Steve Martin, và Peter Sellers là nguồn cảm hứng của anh cho diễn xuất và hài kịch.

## Danh sách phim

### Điện ảnh
| Biểu thị những bộ phim chưa được phát hành | Biểu thị những bộ phim chưa được phát hành |

| Năm  | Tựa đề                                                      | Vai diễn                     | Ghi chú                                        |
| ---- | ----------------------------------------------------------- | ---------------------------- | ---------------------------------------------- |
| 1991 | Curly Sue                                                   | Tesio                        | Được ghi danh là "Steven Carell"               |
| 1998 | Tomorrow Night                                              | Mailroom Guy without Glasses |                                                |
| 1998 | Homegrown                                                   | Party Extra with Funny Pants | Không được ghi danh                            |
| 2003 | Street of Pain                                              | Mark                         | Phim ngắn                                      |
| 2003 | Bruce Almighty                                              | Evan Baxter                  | Được ghi danh là "Steven Carell"               |
| 2004 | Sleepover                                                   | Sĩ quan Sherman Shiner       |                                                |
| 2004 | Anchorman: The Legend of Ron Burgundy                       | Brick Tamland                |                                                |
| 2004 | Wake Up, Ron Burgundy: The Lost Movie                       | Brick Tamland                | Ra mắt trực tiếp trên DVD                      |
| 2005 | Melinda and Melinda                                         | Walt Wagner                  |                                                |
| 2005 | Cô vợ phù thủy                                              | Chú Arthur                   |                                                |
| 2005 | The 40-Year-Old Virgin                                      | Andy Stitzer                 | Đồng thời là nhà văn và nhà sản xuất điều hành |
| 2006 | Little Miss Sunshine                                        | Frank Ginsburg               |                                                |
| 2006 | American Storage                                            | Rich                         | Phim ngắn                                      |
| 2006 | Over the Hedge                                              | Hammy                        | Lồng tiếng                                     |
| 2006 | Hammy's Boomerang Adventure                                 | Hammy                        | Lồng tiếng, phim ngắn                          |
| 2007 | Evan Almighty                                               | Evan Baxter                  |                                                |
| 2007 | Dính bầu                                                    | Chính anh                    | Vai khách mời không được ghi danh              |
| 2007 | Dan in Real Life                                            | Dan Burns                    |                                                |
| 2007 | Stories USA                                                 | Mark Ronson                  | Phân đoạn: "Street of Pain"                    |
| 2008 | Voi con và những người bạn                                  | Ned McDodd                   | Lồng tiếng                                     |
| 2008 | Điệp viên 86: Nhiệm vụ bất khả thi                          | Maxwell Smart                | Đồng thời là nhà sản xuất điều hành            |
| 2010 | Đêm hẹn nhớ đời                                             | Phil Foster                  |                                                |
| 2010 | Kẻ trộm Mặt Trăng                                           | Gru                          | Lồng tiếng                                     |
| 2010 | Dinner for Schmucks                                         | Barry Speck                  |                                                |
| 2011 | Crazy, Stupid, Love                                         | Cal Weaver                   | Đồng thời là nhà sản xuất                      |
| 2012 | Tri kỷ ngày tận thế                                         | Dodge Petersen               |                                                |
| 2012 | Hope Springs                                                | Dr. Bernie Feld              |                                                |
| 2013 | The Incredible Burt Wonderstone                             | Burt Wonderstone             | Đồng thời là nhà sản xuất                      |
| 2013 | Kẻ trộm Mặt Trăng 2                                         | Gru                          | Lồng tiếng                                     |
| 2013 | The Way, Way Back                                           | Trent                        |                                                |
| 2013 | Anchorman 2: The Legend Continues                           | Brick Tamland                |                                                |
| 2014 | Neighbors                                                   | TV News                      | Vai khách mời không được ghi danh              |
| 2014 | Alexander và một ngày tồi tệ, kinh khủng, chán nản, bực bội | Ben Cooper                   |                                                |
| 2014 | Foxcatcher                                                  | John Eleuthère du Pont       |                                                |
| 2015 | Minions                                                     | Young Gru                    | Vai lồng tiếng khách mời                       |
| 2015 | Freeheld                                                    | Steven Goldstein             |                                                |
| 2015 | The Big Short                                               | Mark Baum                    |                                                |
| 2016 | Giới thượng lưu                                             | Phil                         |                                                |
| 2017 | Kẻ trộm Mặt Trăng 3                                         | Gru và Dru                   | Lồng tiếng                                     |
| 2017 | Battle of the Sexes                                         | Bobby Riggs                  |                                                |
| 2017 | Last Flag Flying                                            | Larry "Doc" Shepherd         |                                                |
| 2018 | Beautiful Boy                                               | David Sheff                  |                                                |
| 2018 | Vice                                                        | Donald Rumsfeld              |                                                |
| 2018 | Welcome to Marwen                                           | Mark Hogancamp               |                                                |
| 2020 | Irresistible                                                | Gary Zimmer                  |                                                |
| 2022 | Minions: Sự trỗi dậy của Gru                                | Gru                          | Lồng tiếng                                     |
| 2023 | Asteroid City                                               | Quản lý nhà nghỉ             |                                                |
| 2024 | Kẻ trộm mặt trăng 4                                         | Gru                          | Lồng tiếng                                     |

### Truyền hình
| Năm              | Tựa đề                             | Vai diễn                     | Ghi chú |
| ---------------- | ---------------------------------- | ---------------------------- | --- |
| 1996             | The Dana Carvey Show               | Nhiều nhân vật               | 8 tập; đồng thời là biên kịch |
| 1996–2011        | Saturday Night Live                | Gary                         | Lồng tiếng 13 tập |
| 1997             | Over the Top                       | Yorgo Galfanikos             | 12 tập |
| 1998             | Just Shoot Me!                     | Mr. Weiland                  | Tập: "Funny Girl" |
| 1999–2005        | The Daily Show with Jon Stewart    | Chính anh (phóng viên)       | 277 tập |
| 2000             | Strangers with Candy               | Giáo viên                    | Tập: "Behind Blank Eyes" |
| 2002–2003        | Watching Ellie                     | Edgar                        | 16 tập |
| 2004             | Fillmore!                          | Mr. Delancey                 | Lồng tiếng Tập: "Field Trip of the Just"                                                                                            |
| 2004             | Come to Papa                       | Blevin                       | 12 tập |
| 2005–2011; 2013  | The Office                         | Michael Scott                | 149 tập Biên kịch ("Casino Night" và "Survivor Man") Đạo diễn ("Broke", "Secretary's Day", và "Garage Sale") Nhà sản xuất (mùa 3–7) |
| 2005; 2008; 2018 | Saturday Night Live                | Chính anh (dẫn chương trình) | 3 tập |
| 2007             | The Naked Trucker and T-Bones Show | Brian                        | Tập: "T-Bones TV" |
| 2011             | Life's Too Short                   | Chính anh                    | Tập #1.4 |
| 2012             | The Simpsons                       | Dan Gillick                  | Lồng tiếng Tập: "Penny-Wiseguys" |
| 2013             | Web Therapy                        | Jackson Pickett              | 3 tập |
| 2013             | Pawn Stars                         | Chính anh                    | Khách mời |
| 2016–2018        | Angie Tribeca                      | —                            | 40 tập Người tạo và nhà sản xuất điều hành Biên kịch và đạo diễn ("P ilot")                                                         |
| 2018             | Too Funny to Fail                  | Chính anh                    | Phim tài liệu của Hulu |
| 2019             | The Kelly Clarkson Show            | Chính anh (người giới thiệu) | Tập: "Dwayne Johnson" |
| 2019–2021        | Bản tin sáng                       | Mitch Kessler                | 14 tập |
| 2020–2022        | Quân chủng vũ trụ                  | Mark R. Naird                | 17 tập; đồng thời là người tạo ra, biên kịch và nhà sản xuất điều hành                                                              |
| 2022             | The Patient                        | Alan Strauss                 | Loạt phim giới hạn; đồng thời là nhà sản xuất điều hành                                                                             |

### Trò chơi điện tử
| Năm  | Tựa đề            | Vai diễn lồng tiếng |
| ---- | ----------------- | ------------------- |
| 2002 | Outlaw Golf       | Bình luận viên      |
| 2003 | Outlaw Volleyball | Bình luận viên      |
| 2010 | Kẻ trộm Mặt Trăng | Gru                 |

### Sê-ri web
| Năm  | Tựa đề         | Vai diễn            | Ghi chú |
| ---- | -------------- | ------------------- | ------- |
| 2020 | Some Good News | Phóng viên giải trí | Tập 1   |

## Giải thưởng và đề cử
Vì những đóng góp của mình cho ngành công nghiệp điện ảnh, Carell đã nhận được ngôi sao thứ 2.570 trên Đại lộ Danh vọng Hollywood vào năm 2016.